# Sadroc
Sadroc település Franciaországban, Corrèze megyében. Lakosainak száma 1000 fő (2022. január 1.). Sadroc Allassac, Donzenac, Saint-Bonnet-l’Enfantier, Sainte-Féréole, Saint-Germain-les-Vergnes és Saint-Pardoux-l’Ortigier községekkel határos.

## Népesség
A település népessége az elmúlt években az alábbi módon változott:
| Lakosok száma | 647  | 594  | 634  | 744  | 857  | 906  | 937  | 966  | 981  | 1000 |
|               | 1968 | 1982 | 1990 | 2006 | 2013 | 2015 | 2017 | 2019 | 2020 | 2022 |